# Militärflugplatz Mirosławiec

i7
i11
i13
Die 12. Baza Bezzałogowych Statków Powietrznych (12. Luftstützpunkt für unbemannte Luftfahrzeuge) ist ein Militärflugplatz der polnischen Luftstreitkräfte (Siły Powietrzne Rzeczypospolitej Polskiej). Die Basis liegt in der Woiwodschaft Westpommern im Powiat Wałecki (Landkreis Deutsch Krone) etwa fünf Kilometer östlich des Zentrums von Mirosławiec/Märkisch Friedland.

## Geschichte

### Einsatzhafen Märkisch-Friedland
In der Zeit des Dritten Reichs entstand hier zunächst eine Kadettenschule der NSDAP (etwas weiter nördlich befand sich eine sogenannte Ordensburg), aus der in den Jahren 1938/1939 der Einsatzhafen Märkisch-Friedland der Luftwaffe entwickelt wurde. Während des Zweiten Weltkriegs waren hier vorwiegend Schulungsverbände stationiert. Lediglich in den ersten beiden Monaten des Jahres 1945 wurde er auch von Jagd- und Schlachtfliegern und einigen Aufklärern genutzt. Hierzu gehörten die III. Gruppe des Jagdgeschwader 3, d Stab und III. Gruppe des Schlachtgeschwaders 2 sowie der Stab der Fernaufklärungsgruppe 2.

### Militärflugplatz Mirosławiec / 12. Baza Lotnicza
Der Flugplatz wurde nach Ende des Zweiten Weltkriegs von den polnischen Luftstreitkräften weitergenutzt, die ihn vorwiegend als Basis von Jagdbomberregimentern nutzte: Hier lag nach Kriegsende bis 1946 und dann wieder ab 1952 das 8. Jagdbomberregiment, dass hier bis 1999 stationiert war und in dieser Zeit mehrfach seine Bezeichnung änderte.
Im Zuge einer Umorganisation wurden das Jagdbomberregiment und dessen Unterstützungsverbände Anfang 2000 umorganisiert. Es entstand zum einen das 8. Jagdbombergeschwader, dass schließlich zur Jahresmitte 2010 aufgelöst wurde. Das bis dahin am längsten geflogene Einsatzmuster war hier von 1982 bis 2010 die Su-22.
Neben dem 8. Jagdbombergeschwader entstand aus dem früheren Regiment parallel die noch heute existierende 12. Luftbasis.

## Heutige Nutzung
Nach der Verlegung der Su-22M-4 der 8. Taktischen Fliegerstaffel, 8. Eskadra Lotnictwa Taktycznego (8. elt) 2010 auf die 21. Basis bei Świdwin sind hier keine fliegenden Staffeln mit bemannten Luftfahrzeugen mehr stationiert. Die Basis wird jedoch zeitweise von den verschiedensten NATO-Einheiten genutzt.
Die polnischen Luftstreitkräfte nutzen den Flugplatz heute vielmehr als Basis für ihre Unbemannten Luftfahrzeuge.
Neben polnischen Drohnen nutzt die United States Air Force seit 2018 die Basis für Einsätze von MQ-9-Drohnen, die von Angehörigen der Air National Guard gesteuert werden. Das dem 52. Geschwader in Spangdahlem unterstellte Detachment 2 ist seit Anfang März 2019 einsatzbereit.

## Zwischenfälle
Hier kam es am 23. Januar 2008 zu einem folgenschweren Unglück, als eine CASA C-295 beim Landeanflug abstürzte. Dabei kamen alle 20 sich an Bord befindlichen Personen ums Leben.